# Ruzaevka (huyện)
Huyện Ruzaevka (tiếng Nga: ? райо́н) là một huyện hành chính tự quản (raion), của Mordovia, Nga. Huyện có diện tích 18 km², dân số thời điểm ngày 1 tháng 1 năm 2000 là 52700 người. Trung tâm của huyện đóng ở Ruzaevka.